# الغارة الجوية على ننكرهار 2017

تحت سيطرة الحكومة الأفغانية والناتو والحلفاء
تحت سيطرة طالبان والقاعدة واتحاد الجهاد الإسلامي
تحت سيطرة تنظيم داعش وحركة أوزبكستان الإسلامية

الغارة الجوية على ننكرهار 2017 تشير إلى القصف الأمريكي لمنطقة أشين الواقعة في مقاطعة ننكرهار شرق أفغانستان. في 13 أبريل 2017 شنت الولايات المتحدة غارة جوية واستخدمت أكبر قنبلة غير نووية في ترسانتها وهي جي بي يو-43/بي بهدف تدمير الأنفاق التي يستخدمها تنظيم داعش - ولاية خراسان.
تم اسقاط القنبلة من باب الشحن الخلفي للقوات الجوية الأمريكية لوكهيد ماك-130. في 15 أبريل 2017 أفاد مسؤولون أفغان بأن 94 من مقاتلي داعش-خراسان من بينهم 4 قادة قتلوا في الغارة.

## الخلفية
أعلنت الدولة الإسلامية في العراق والشام إنشاء فرع خراسان في يناير 2015 وهي المرة الأولى التي تنتشر فيها الجماعة رسميا خارج العالم العربي. وقع التفجير بعد أيام من إصابة جندي القوات الخاصة بالجيش الأمريكي رئيس الرقباء مارك ر. دي ألينكار بجروح طفيفة بنيران الأسلحة الصغيرة في ننكرهار.
قال متحدث باسم البنتاغون أن القنبلة تم جلبها إلى أفغانستان منذ فترة لضرب معقل داعش في ننكرهار الواقعة بالقرب من الحدود الباكستانية. من الصعب السيطرة على المناطق المتاخمة حيث بدأ تنظيم داعش يتطور على الجانب الأفغاني. قال ديفيد مارتن مراسل الأمن القومي في سي بي إس للأخبار أن التخطيط بدأ خلال إدارة الرئيس الأمريكي باراك أوباما. تم الحصول على إذن باستخدام قنبلة جي بي يو-43/بي من قبل قائد القوات الأمريكية في أفغانستان الفريق الأول جون نيكولسون على الرغم من أنه لم يتضح بعد مدى تسلسل طلبه في القيادة.
أفادت آرمي تايمز أن الغارة الجوية كانت جزءا من عملية حمزة - العملية الأفغانية والأمريكية لطرد داعش من معقلها في شرق أفغانستان والانخراط في معارك أرضية منتظمة. قالت صحيفة ستارز آند سترايبس أن الفريق الأول دولت وزيري المتحدث باسم وزارة الدفاع الأفغانية قال أنه قبل أربعة أسابيع من التفجير حاولت القوات الخاصة الأفغانية أن تخترق المنطقة بسبب التضاريس الصعبة والعبوات الناسفة المرتجلة التي زرعها مسلحون من تنظيم داعش.
هدفت الغارة الجوية إلى تدمير الأنفاق التي يستخدمها داعش في مقاطعة ننكرهار التي أنشأتها وكالة المخابرات المركزية أصلا لمقاتلي المجاهدين في عقد 1980.

## السلاح

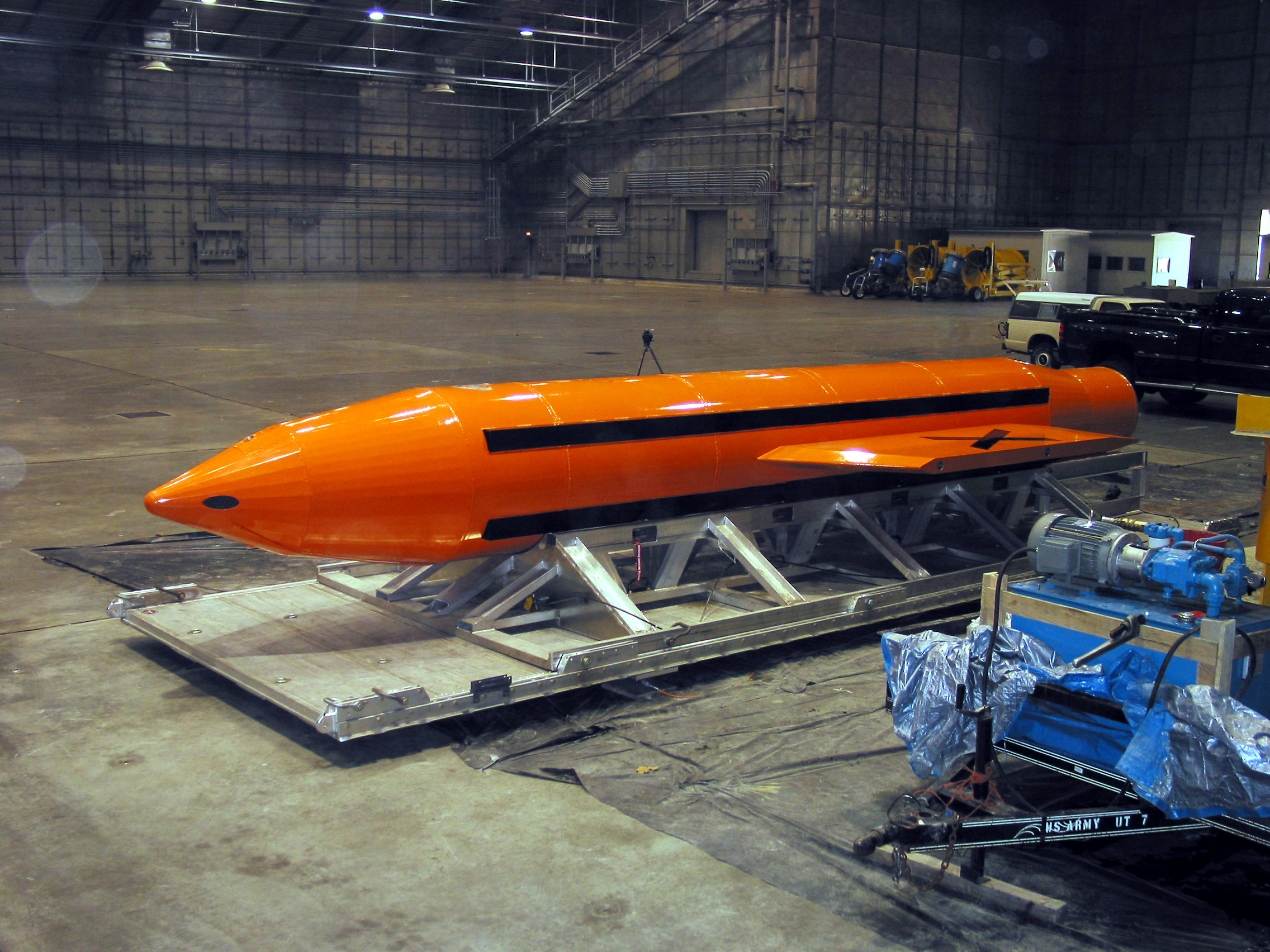
صورة للقنبلة جي بي يو-43/بي استعدادا لاختبارها في مركز إغلين لتسليح سلاح الجو.

يبلغ حجم قنبلة جي بي يو-43/بي 9,800 كيلوغرام (21,600 رطل) والقنبلة الموجهة أقوى قنبلة تقليدية في ترسانة الجيش الأمريكي وتم اختبارها لأول مرة في مارس 2003 قبل أيام فقط من بدء حرب العراق ثم تم تطويرها إلى القنبلة بلو-82 ديزي القواطع البالغ حجمها 6,800 كيلوغرام.
القنبلة جي بي يو-43/بي ليست سلاح للاختراق بل تهدف في المقام الأول لأهداف لينة إلى متوسطة تغطي المناطق الموسعة والأهداف في بيئة واردة مثل الوادي العميق أو داخل كهف. استهدف الجيش الأمريكي مجمعات مماثلة وأسقط عشرات الآلاف من القنابل في أفغانستان. وفقا لبربارة ستار: «إنه سلاح من شأنه أن يستخدم ضد مساحة كبيرة من الأرض».

## الغارة الجوية
انفجرت القنبلة في الساعة 7.32 مساء بالتوقيت المحلي في منطقة آشين بمقاطعة ننكرهار الشرقية وفقا للجيش الأمريكي.
ذكرت صحيفة الغارديان أن مسؤول أمني محلي قال أنهم طلبوا ضربة كبيرة لأن الطائرات المقاتلة والطائرات بدون طيار فشلت في تدمير الأنفاق. أيضا وفقا لرئيس منطقة أشين إسماعيل شنواري فقد تم تنسيق الضربة عن كثب مع الجنود الأفغان والقوات الخاصة وتم إبلاغ شيوخ القبائل بإجلاء المدنيين.

## النتيجة
أفادت صحيفة الجارديان أنه بعد الغارة الجوية قامت القوات الأمريكية والأفغانية بعمليات المقاصة والغارات الجوية في المنطقة وقيمت الضرر.
تم الإبلاغ عن أرقام الإصابات في البداية على أنها 36 ولكنها زادت خلال الأيام التالية حيث قامت وحدات الاستطلاع بالتحقيق في الموقع. في 14 أبريل قال متحدث باسم الحكومة المحلية وقائد شرطة لوسائل الإعلام الأفغانية إن 82 مسلحا قتلوا. قال محافظ منطقة آشين إسماعيل شنواري لوكالة فرانس برس أن ما لا يقل عن 92 مقاتلا من داعش قتلوا في التفجير. في 15 أبريل 2017 أفادت ستارز أند ستريبس أن 94 من مقاتلي داعش بينهم 4 من القادة قتلوا في الغارة الجوية. في 18 أبريل 2017 قال مسؤول أمني أفغاني كبير أن القنبلة أسفرت عن مقتل 96 من مقاتلي داعش من بينهم 13 من القادة الرئيسيين.
وفقا لوزارة الدفاع الأفغانية فإن المقاتلون الذين يفترض أنهم موالون لولاية خراسان الداعشية كانوا من بين القتلى في الهجوم. قال المتحدث باسم الرئاسة شاه حسين مرتضوي لوسائل الإعلام أن قائد داعش صديق يار كان من بين القتلى. وفقا لمرتضوي فإن المقاتلين في الأنفاق كانوا نشطين في المناطق الحدودية واضطهدوا الناس في المنطقة المحلية. أكد المسؤولون الأفغان أن المسلحين الأجانب بمن فيهم 13 هندي قتلوا أيضا في التفجير. ذكر المتحدث باسم الوزارة أيضا أنه لم يقتل أي مدني. أصدرت وكالة أعماق الإخبارية المدعومة من داعش بيان نفت فيه الإصابات في صفوف داعش نتجت عنها الغارة الجوية.
لم ترد تقارير فورية عن وقوع إصابات بين المدنيين ولكن اعتبارا من 14 أبريل قالت السلطات المحلية أن القتال منعهم من زيارة موقع القنبلة بالقرب من قرية شودال بالقرب من الحدود الباكستانية. قال عضو البرلمان المحلي عصمت الله شينواري أن السكان المحليين أخبروه بأن أحد المعلمين وابنه الصغير قد قتلا. تعرضت المباني في مستوطنة شادل بازار التي تبعد 1.5 ميل لأضرار من الانفجار.
أفادت ستارز أند ستريبس أن الفريق الأول دولت وازيري المتحدث باسم وزارة الدفاع الأفغانية قال أنه منذ الغارة الجوية فقد استؤنفت العملية الهجومية في المنطقة. أكد مراسل بي بي سي هذا في 27 أبريل 2017 وأفاد أن ضابطا أفغانيا قال أن هناك مئات من الكهوف المماثلة في المنطقة. قال الضابط الأفغاني أيضا أن الأشجار التي تبعد 100 متر عن نقطة التأثير ظلت قائمة.

## فيما بعد
في 27 أبريل قتل اثنان من أفراد العمليات الخاصة الأمريكية في قتال مع داعش في منطقة ننكرهار حيث تم إسقاط القنبلة جي بي يو-43/بي. أصيب عضو ثالث في الخدمة الأمريكية في المعركة.

## ردود الفعل

### أفغانستان
قال رئيس أفغانستان أشرف غني أحمدزي أن الغارة الجوية تهدف إلى دعم جهود قوات الأمن الوطنية الأفغانية واتخذت الاحتياطات لتجنب وقوع خسائر في صفوف المدنيين والرئيس التنفيذي الأفغاني الدكتور عبد الله عبد الله أن القصف أجري بالتنسيق مع القوات الأفغانية وأن الحكومة الأفغانية توخت الحذر الشديد لتجنب إلحاق أضرار بالمدنيين.
غير أن الرئيس الأفغاني السابق حامد كرزاي أدان الهجمات التي وقعت في سلسلة من التغريدات قائلا هذه ليست الحرب على الإرهاب ولكن سوء استخدام بلاده اللاإنساني والوحشي كاختبار للأسلحة الجديدة والخطيرة.
كرر السفير الأفغاني لدى باكستان في إسلام آباد عمر زخيلوال هذا الشعور قائلا أن الغارة الجوية كانت مستهجنة وذات نتائج عكسية. قال عمدة آشين نويد شينواري: لا شك في أن داعش وحوش وأنهم ارتكبوا فظائع ضد شعبنا لكنني لا أرى سبب لإسقاط القنبلة".

### الولايات المتحدة
لم يذكر رئيس الولايات المتحدة دونالد ترامب ما إذا كان قد أذن على وجه التحديد باستخدام القنبلة جي بي يو-43/بي مشيرا ببساطة إلى أنه أعطى الجيش الإذن الكامل وأشاد الجيش الأمريكي بأنه الأعظم في العالم: لقد قدمنا لهم إذن عام وهذا ما يفعلونه وبصراحة وهذا هو سبب نجاحهم في الآونة الأخيرة. قال جون و. نيكولسون الابن قائد القوات الأمريكية في أفغانستان وبعثة الدعم الحازم في بيان أنه نظرا لخسائر ولاية خراسان التابعة لداعش فإنهم يستخدمون العبوات الناسفة والمخابئ والأنفاق لزيادة دفاعهم وهذه هي الذخيرة الصحيحة للحد من هذه العقبات والحفاظ على زخم هجومنا ضد ولاية خراسان التابعة لداعش. أظهر العديد من السياسيين دعم لاستخدام ترامب للقنبلة بما في ذلك تشاك شومر ونانسي بيلوسي وليندسي غراهام وجيم إنهوف وبات بوكانان.